# Borovnice (okres Žďár nad Sázavou)
Borovnice (dle ČSÚ pomnožné, německy Borownitz) jsou obec v okrese Žďár nad Sázavou v kraji Vysočina. Žije zde 178 obyvatel.

## Historie
První písemná zmínka o obci pochází z roku 1350.
| Rok            | 1869 | 1880 | 1890 | 1900 | 1910 | 1921 | 1930 | 1950 | 1961 | 1970 | 1980 | 1991 | 2001 | 2010 |
| Počet obyvatel | 523  | 565  | 575  | 558  | 567  | 524  | 478  | 383  | 361  | 327  | 270  | 225  | 197  | 180  |

## Pamětihodnosti
- Venkovská usedlost čp. 70
- Venkovská usedlost čp. 39
- Venkovský dům s původním čp. 84, stojí při příjezdu od Jimramova přibližně 150 metrů za odbočkou na Daňkovice[6]

## Osobnosti
- Hermína Dušková (1910–2012), mecenáška umění